# Gunnar Lundh
För andra betydelser, se Gunnar Lundh (olika betydelser).
Gunnar Herbert Lundh, född 7 oktober 1898 i Väsby församling, Skåne, död 16 maj 1960 i Stockholm, var en svensk fotograf, som bland annat blev känd för sina fotografier till Ivar Lo-Johanssons statardokumentationer.

## Utbildning
Gunnar Lundh var son till hovfotografen Peter P Lundh. Han studerade konsthistoria i Köpenhamn och arbetade där även som porträttfotograf. Hans far skickade honom till flera skolor och fotografer i Tyskland, bland annat Berlin. 1925 åkte han till Berlin och praktiserade på varuhuset Wertheims porträttateljé. I Berlin kom han även i kontakt med den nya behändiga småbildskameran Leica avsedd för 35mm kinofilm, som han köpte 1927. Gunnar Lundh var därmed först i landet med att använda småbildsfilmen i sitt arbete som reportagefotograf och väckte stort uppseende bland sina kollegor som ännu arbetade med otympliga bälgkameror och glasplåtar.

## Liv och verk
År 1929 öppnade han en egen bildbyrå i Stockholm som han innehade till sin död 1960. Det var den första bildbyrån av modernt snitt, där kunderna själv kunde välja mellan tusentals välsorterade, ämnesordnade bilder. År 1937 började han använda den nya färgdiafilmen Kodachrome. Han fotograferade gärna vardagsmotiv utan att arrangera bilderna. “Dagens banala bild kan imorgon vara unik”, sade han själv en gång.
Mest uppmärksammad blev han kanske för sina fotografier som publicerades i samband med Ivar Lo-Johanssons reportageresor om statarlivet i Sverige på 1930- och 1940-talen.  Dokumentationen blev så kraftfull att den i hög grad bidrog till att statarsystemet avskaffades 1944. År 1948 kom så Lo-Johanssons bok Statarna i Bild med Lundhs fotografier. Lo-Johansson tyckte om Lundhs bilder och fann dem “finstämda och uttrycksfulla”.
Lundhs stora bildarkiv inspirerade honom även att utge och sälja egna bildband. 1956 kom bildberättelsen Julotta och 1958 Midsommar. Efter sin död efterlämnade Lundh omkring 300 000 bilder till Nordiska museet; av dessa är cirka 15 000 färgbilder som visar depression, jordbruk, beredskapstid och folkhemsbygge,  människor och kungligheter och dessutom många Stockholmsbilder.

## Bildgalleri

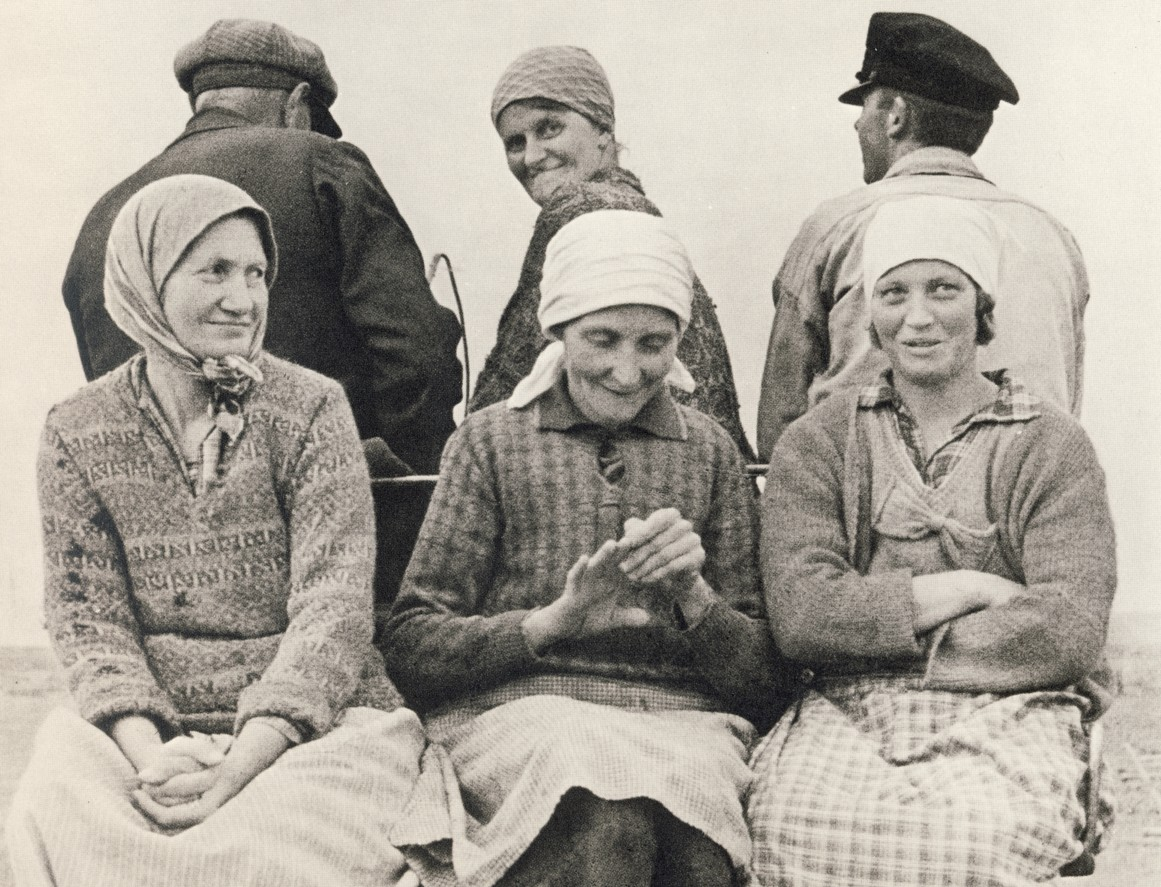
Statare på Ven 1933
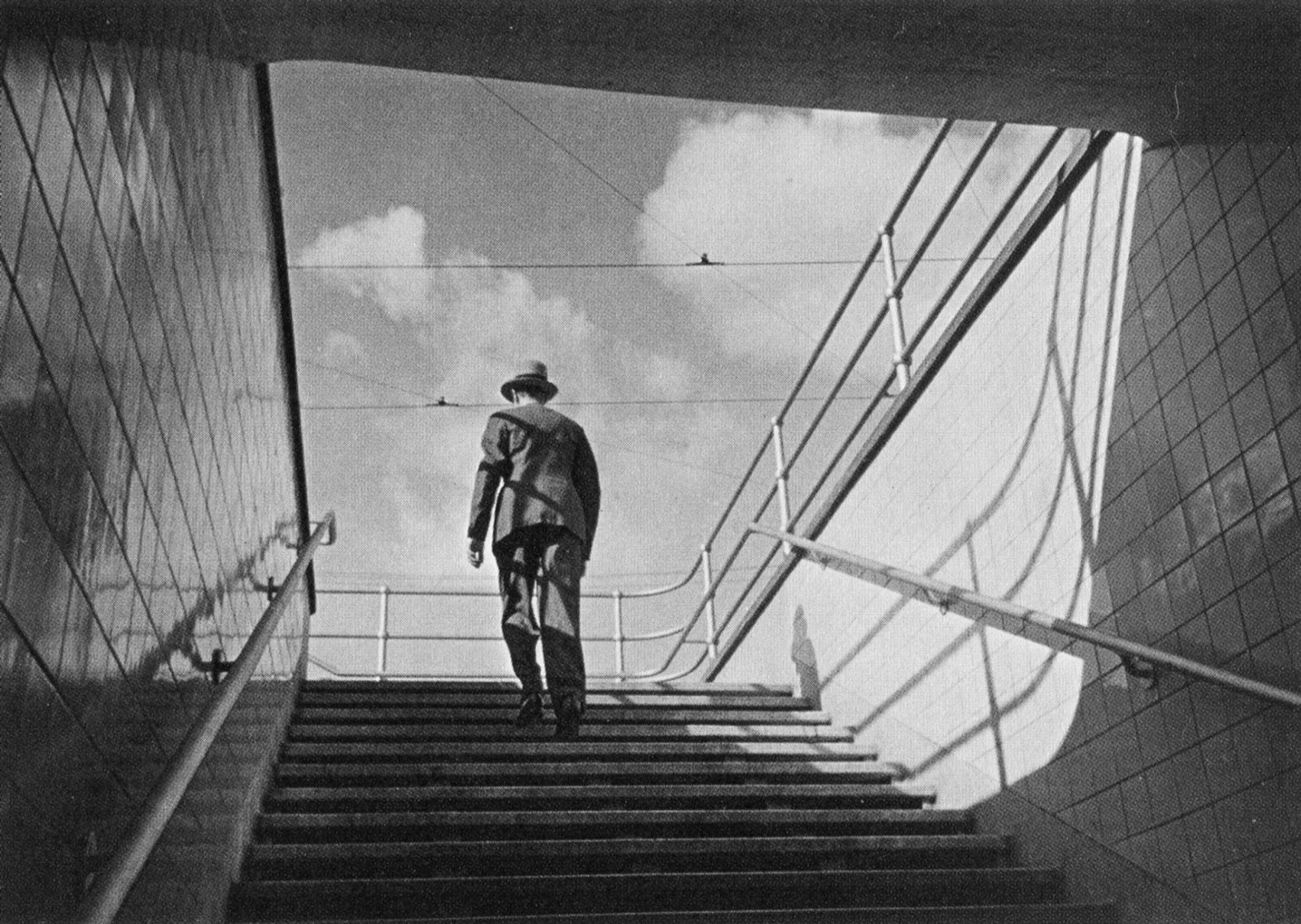
Slussen, Stockholm 1936
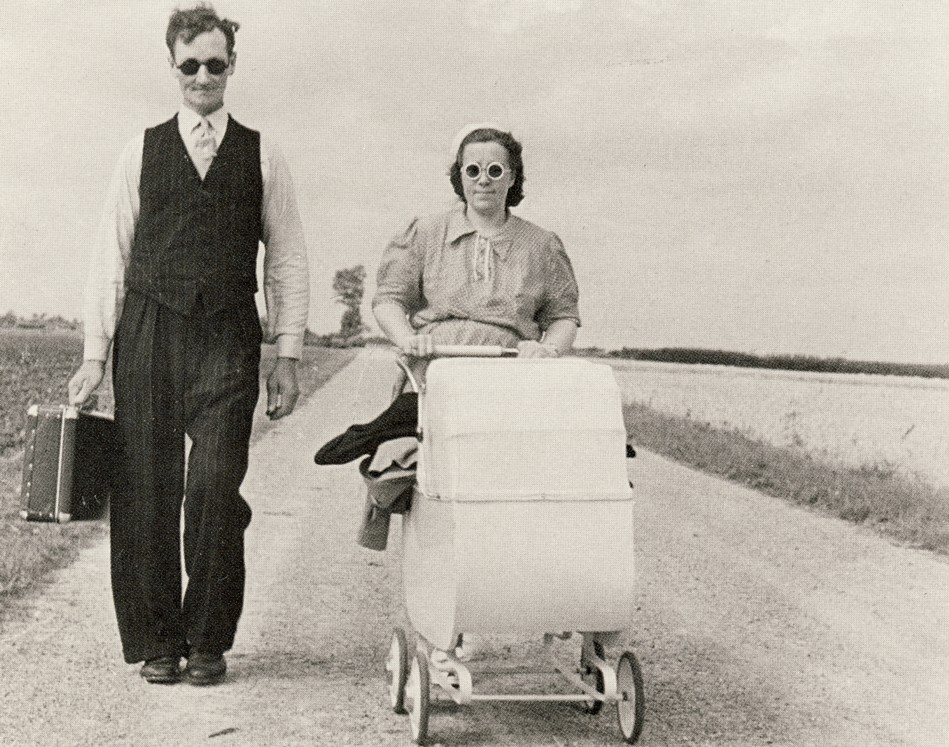
Hem från semestern 1939
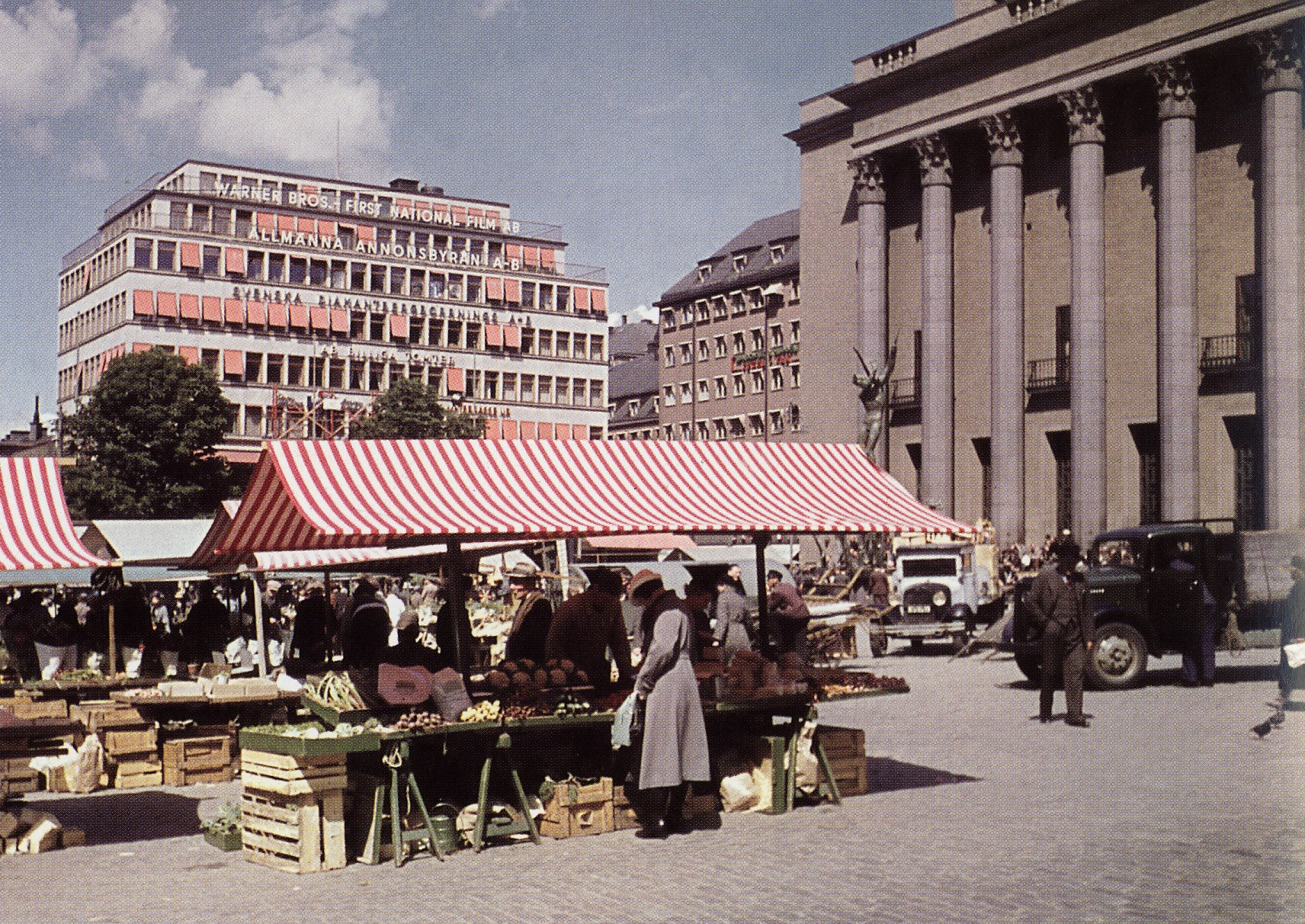
Hötorget, Stockholm 1937